# Appana indica
Appana indica là một loài bướm đêm trong họ Noctuidae.